# Музеи Воронежа
В Воронеже действует ряд музеев:

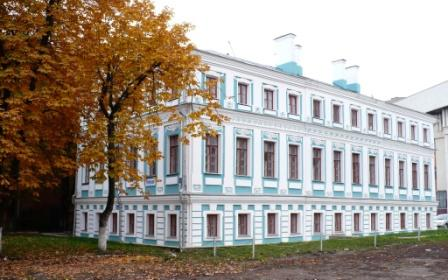
Здание «Мещанская управа» областного литературного музея им. И. С. Никитина

- Воронежский областной краеведческий музей вместе с филиалами:
  - музей «Арсенал», посвящённый ВОВ, расположенный в здании памятника архитектуры XVIII века;
  - дом-музей А. Л. Дурова[1];
- Воронежский областной литературный музей им. И. С. Никитина вместе с филиалами:
  - дом, в котором родился Иван Бунин;
  - квартира М. Н. Мордасовой;
  - дом-музей И. С. Никитина;
  - усадьба Веневитинова;
- Центр военно-патриотического воспитания «Музей-Диорама»;
- Воронежский областной художественный музей им. И.Н. Крамского;
- Музей театральной куклы им. А.А. Веселова.

Также в городе в разное время были созданы:
- музей пожарного дела[2];
- общественный музей С. А. Есенина[3];
- музей истории Юго-восточной железной дороги (в ДК Железнодорожников);
- музей театральной куклы (в театре кукол «Шут»);
- музей истории ВГУ;
- музей археологии ВГУ,;
- музей археологии ВГПУ и др.

В 2024 году открылся Музей старинных икон и исторических реликвий «Святые покровители Воронежа» (ул. Плехановская, д. 21), в котором представлено частное собрание старинных икон.